# Ramo horizontal

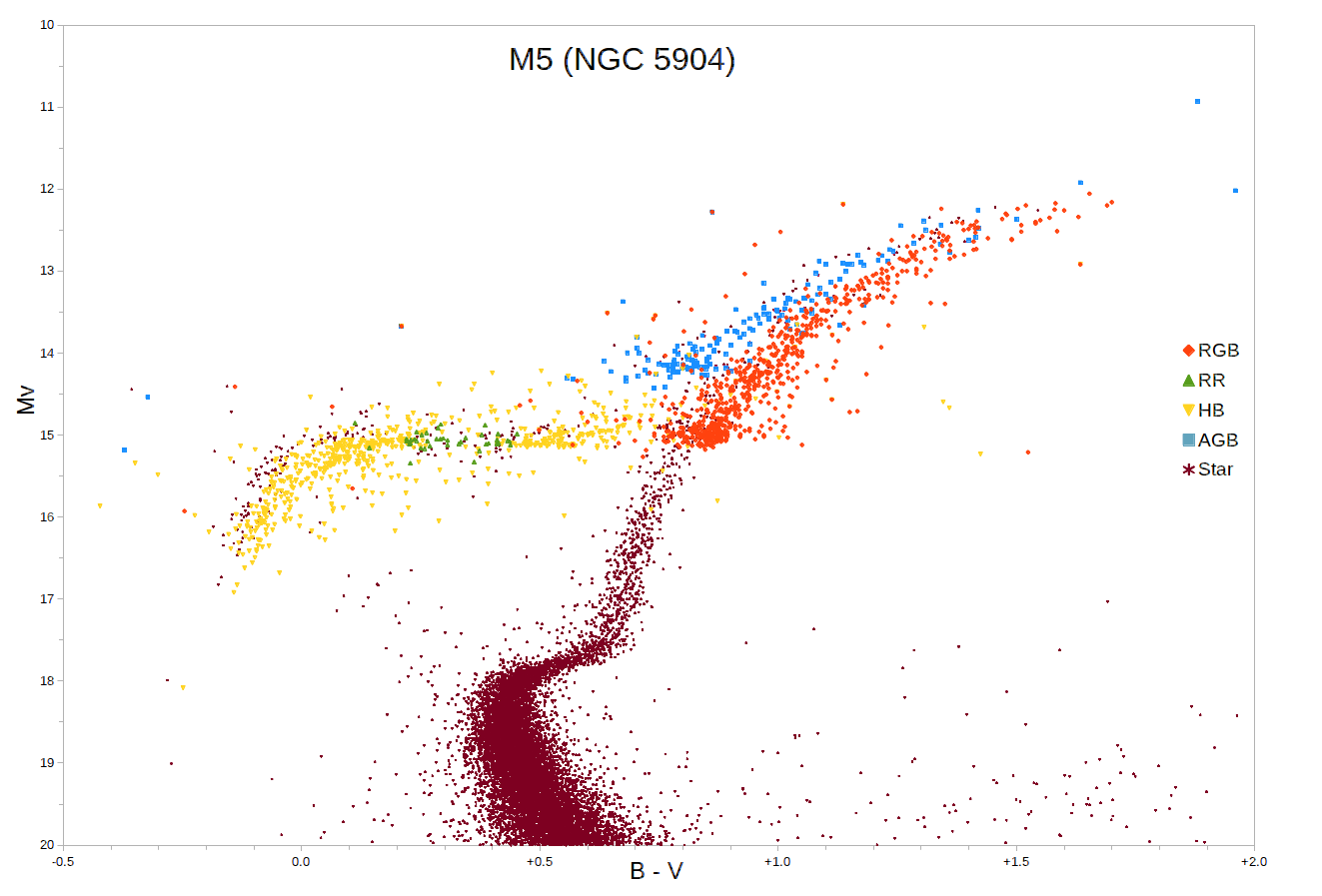
Diagrama de Hertzsprung-Russell do aglomerado globular M5, com o ramo horizontal em amarelo

O ramo horizontal (horizontal branch, ou HB) é o estágio da evolução estelar após o ramo das gigantes vermelhas em estrelas cujas massas são similares à do Sol. O nome vem do fato de que no diagrama de Hertzsprung-Russell, estrelas nessa etapa evolutiva ocupam uma faixa aproximadamente horizontal, ou seja, de luminosidade constante.
Estrelas do ramo horizontal estão fundindo hélio em seus núcleos pelo processo triplo-alfa, e continuam fundindo hidrogênio em uma camada ao redor do núcleo pelo ciclo CNO. Em estrelas com núcleos degenerados, o começo da fusão de hélio, na ponta do ramo das gigantes vermelhas, é um evento explosivo chamado de flash de hélio e traz grandes mudanças à estrutura da estrela, resultando em uma diminuição na luminosidade, contração do envelope estelar e aumento na temperatura superficial. Como a fusão de hélio começa quando o núcleo de hélio atinge uma massa fixa, as estrelas do ramo horizontal têm todas uma luminosidade semelhante. A massa do envelope de hidrogênio ao redor do núcleo de hélio determina a posição (temperatura) de uma estrela ao longo do ramo.
A morfologia do ramo horizontal é determinada principalmente pela metalicidade das estrelas. Populações estelares com baixas metalicidades, como aglomerados globulares antigos, tendem a ter ramos horizontais extensos se estendendo até o azul, enquanto estrelas ricas em metais como as de aglomerados abertos jovens tendem a se aglomerar na parte mais vermelha do ramo, formando o red clump. No entanto, a morfologia do ramo horizontal é complexa e parece ser influenciada por outros fatores também, o que ficou conhecido como "problema do segundo parâmetro". A extremidade azul do ramo horizontal, conhecida como ramo horizontal extremo, é populada por subanãs quentes que perderam praticamente todo seu envelope de hidrogênio, a maioria formada por interações em sistemas binários.

## Evolução estelar

Caminho evolucionário de uma estrela de 1 M_{☉} com metalicidade solar, mostrando a passagem pelo ramo horizontal na região do red clump

As estrelas da sequência principal estão constantemente aumentando a quantidade de hélio em seus núcleos devido à fusão de átomos de hidrogênio. A velocidade desse processo é determinada principalmente pela massa da estrela. Quando a concentração de hélio atinge um certo limite, o núcleo não consegue mais sustentar reações nucleares, que passam a acontecer em uma camada ao redor do núcleo. A estrela se expande e entra na fase do ramo das gigantes vermelhas. Em estrelas com menos de 2 M☉, o núcleo de hélio fica denso o bastante para ser degenerado e continua a aumentar sua massa e temperatura conforme a fusão de hidrogênio produz mais hélio.
Em estrelas com mais de 0,5 M☉, o núcleo eventualmente atinge uma temperatura alta o bastante para converter hélio para carbono pelo processo triplo-alfa. A fusão de hélio começa simultaneamente em todo o núcleo, no chamado flash de hélio. Como o núcleo é degenerado, a energia da fusão leva a um aumento de temperatura, em vez de expansão causada por um aumento de pressão, o que aumenta ainda mais a velocidade da reação de fusão. Essa reação em cadeia gera uma produção enorme de energia (1010 L☉), mas que é absorvida pela expansão das camadas ao redor do núcleo e não altera a aparência externa da estrela. Em apenas alguns segundos, a temperatura no núcleo atinge 3×108 K e o núcleo deixa de ser degenerado, podendo então expandir e esfriar. Isso resulta em uma diminuição na geração de energia e o núcleo atinge um novo estado de equilíbrio, começando a fundir hélio de forma estável.
Por conservação de energia, a expansão e esfriamento do núcleo após o flash de hélio resultam em uma contração das camadas externas da estrela e um aumento de sua temperatura superficial. Assim, a estrela se movimento para a esquerda e para baixo no diagrama HR, ficando mais azul e menos luminosa do que na ponta do ramo das gigantes vermelhas. Como a massa do núcleo no começo da fusão de hélio é sempre de aproximadamente 0,45 M☉, independentemente da massa total da estrela, a luminosidade nessa fase também independe da massa total, sendo igual a aproximadamente 50 L☉. Por isso, estrelas que fundem hélio em seus núcleos ocupam uma faixa aproximadamente horizontal no diagrama HR (ou seja, todas têm a mesma luminosidade), chamada ramo horizontal. A variação na massa do envelope de hidrogênio determina a posição das estrelas ao longo do ramo, com envelopes mais massivos correspondendo a temperaturas mais frias. Esse efeito é evidente em populações estelares de baixa metalicidade, como as de aglomerados globulares. Em estrelas de metalicidade solar, todas tendem a ocupar aproximadamente a mesma posição no ramo horizontal, formando o chamado red clump.
A fase no ramo horizontal tem duração de aproximadamente 120 milhões de anos, independente da massa estelar. Durante esse período, a estrela fica mais luminosa e mais fria (mais vermelha), se aproximando do caminho evolutivo anterior do ramo das gigantes vermelhas porém com luminosidade maior. Quando o hélio no núcleo é todo consumido, a estrela passa a queimar hélio em uma casca ao redor ao núcleo e começa a fase do ramo assintótico das gigantes.

## Morfologia
Estrelas no ramo horizontal possuem todas uma massa de núcleo muito similar, cerca de 0,45 M☉, um valor determinado pelo ponto de começo da fusão de hélio. Isso significa que elas possuem todas luminosidades similares, cerca de 50 L☉, já que esse valor é determinado principalmente pela massa do núcleo. Assim, no diagrama de Hertzsprung-Russell, estrelas que fundem hélio em seus núcleos ocupam uma faixa aproximadamente horizontal.
A posição de uma estrela no ramo horizontal, sua temperatura efetiva, depende sensivelmente da massa do envelope de hidrogênio ao redor do núcleo de hélio. Estrelas com envelopes muito extensos possuem dimensões maiores, sendo portanto mais frias dada uma mesma luminosidade. Assim, estrelas com envelopes de hidrogênio maiores ocupam a parte direita do ramo horizontal, enquanto estrelas com envelopes pequenos são mais quentes, mais azuis e estão na esquerda do ramo. Esse efeito é muito mais forte em baixas metalicidades, o que significa que aglomerados globulares e outras populações estelares antigas tendem a possuir ramos horizontais alongados, que se estendem até o azul. Em populações de metalicidade alta, como estrelas mais jovens de aglomerados abertos, o ramo horizontal é reduzido a uma pequena aglomeração a baixas temperaturas, adjacente ao ramo das gigantes vermelhas, formando o red clump (literalmente, agrupamento vermelho).
Apesar de o ramo horizontal receber esse nome por ser constituído de estrelas com luminosidades parecidas, ele não é exatamente horizontal e chega a ser quase vertical em temperaturas muito altas. O lado esquerdo do ramo horizontal apresenta uma "cauda azul" (blue tail) formada por estrelas quentes que tendem para luminosidades menores, ocasionalmente terminando com um "gancho azul'" (blue hook) de estrelas extremamente quentes. Isso é causado em parte pela maior correção bolométrica a altas temperaturas, resultando em luminosidades visuais menores. No entanto, estrelas do ramo horizontal azul são menos brilhantes mesmo em luminosidade bolométrica, uma vez que possuem envelopes de hidrogênio menores, resultando em uma menor contribuição da queima de hidrogênio no envelope para a luminosidade estelar. O limite teórico do ramo horizontal é a sequência principal de hélio, análoga à sequência principal de hidrogênio, ocupada por núcleos de hélio expostos, sem envelopes de hidrogênio.

### Problema do segundo parâmetro
O principal fator que determina a morfologia do ramo horizontal de uma população estelar é sua metalicidade. Aglomerados com baixas metalicidades tendem a possuir ramos horizontais mais alongados e azuis, enquanto ramos horizontais curtos (formando o red clump) predominam em populações ricas em metais. No entanto, a morfologia observada do ramo horizontal é muito mais complexa e existem aglomerados com praticamente a mesma metalicidade que possuem ramos horizontais diferentes. Pares notáveis com essa característica incluem NGC 288–NGC 362 e M13–M3. Assim, foi proposta a existência de um "segundo parâmetro" que interfere na morfologia do ramo horizontal, explicando a existência de ramos horizontais diferentes com a mesma metalicidade. Os dois principais segundos parâmetros propostos são a idade do aglomerado (idades maiores correspondem a ramos horizontais mais azuis) e a abundância de hélio (estrelas azuis do ramo horizontal têm mais hélio), com dezenas de outros tendo sido propostos. No entanto, nenhum cenário explica muito bem as observações, e é provável que três ou mais parâmetros sejam responsáveis pela morfologia do ramo horizontal. O problema do segundo parâmetro tem sido tópico de centenas de artigos científicos nas últimas décadas, e é considerado um dos principais problemas em aberto no campo da astrofísica estelar.

### Lacuna RR Lyrae

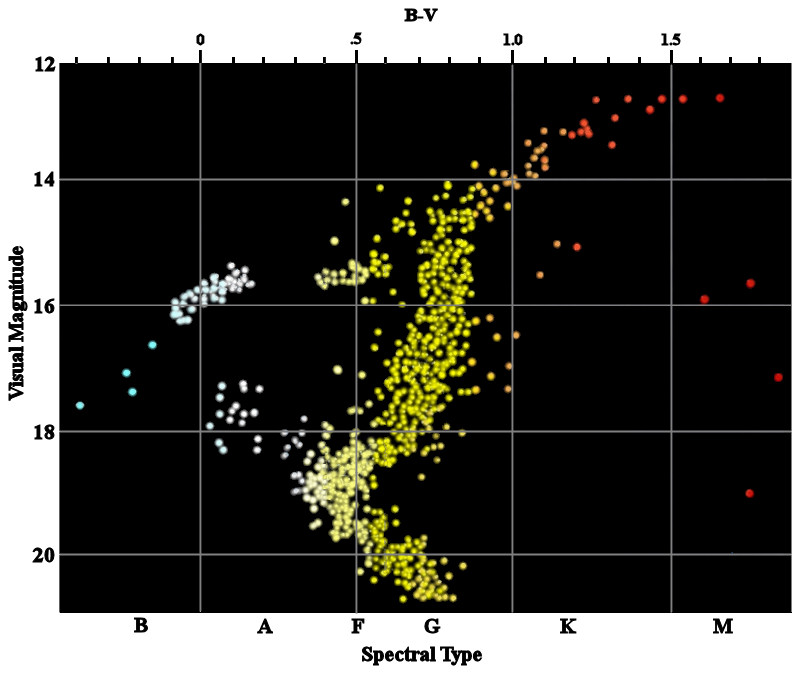
Diagrama cor-magnitude do aglomerado globular M3, mostrando a lacuna RR Lyrae um pouco acima de V = 16 e B-V = 0,2

A interseção do ramo horizontal com a faixa de instabilidade é ocupada pelas variáveis RR Lyrae, uma classe de estrelas pulsantes semelhantes às Cefeidas. Os diagramas cor-magnitude de aglomerados globulares frequentemente apresentam uma lacuna nessa região, o que sugere incorretamente que não existem estrelas ocupando essa parte do ramo horizontal. A explicação para essa lacuna é que para determinar corretamente a cor e magnitude médias dessas estrelas, é necessário um programa de observação estendido para observá-las durante um ciclo de pulsação inteiro, o que geralmente está fora do escopo das pesquisas. Assim, variáveis RR Lyrae são frequentemente omitidas dos diagramas cor-magnitude, criando uma lacuna artificial no ramo horizontal.

### Descontinuidades
Observações precisas de aglomerados globulares com ramos horizontais suficientemente densos têm mostrado uma série de lacunas ou descontinuidades na região azul do ramo horizontal. Três proeminentes exemplos de tais descontinuidades estão situados a 11500 K (pulo Grundahl), 20000 K (pulo Momany), e a 32000–36000 K no ramo horizontal extremo. Essas descontinuidades parecem estar presentes na maioria dos aglomerados, independentemente de fatores como metalicidade ou tamanho, e possuem posições relativamente consistentes no diagrama cor-magnitude, com apenas uma possível variação relacionada a composição química. Esse fenômeno não é bem compreendido, mas provavelmente é causado por processos atmosféricos como difusão.

## Ramo horizontal extremo

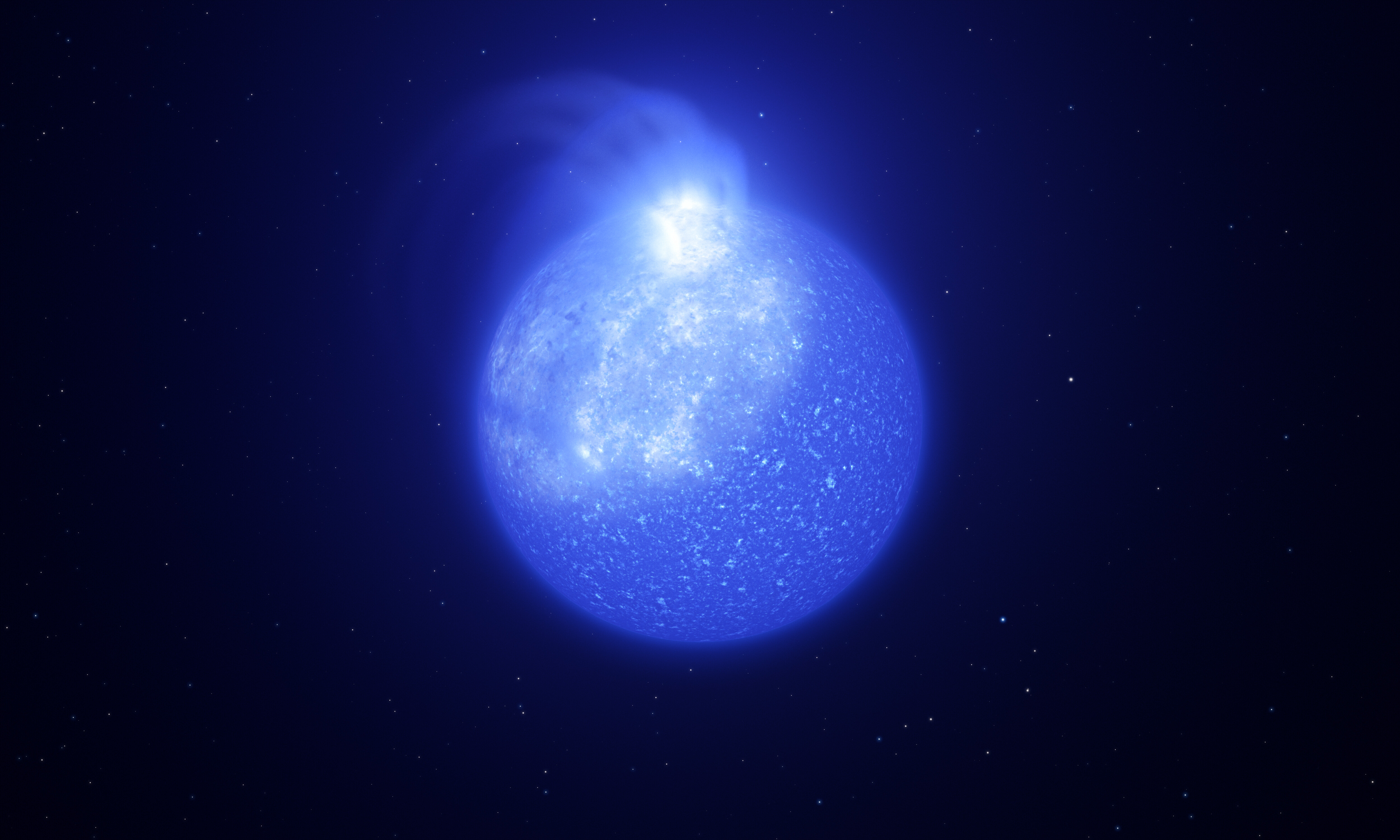
Impressão artística de uma estrela do ramo horizontal extremo, mostrando uma mancha quente gigante

A extremidade esquerda do ramo horizontal, chamada de ramo horizontal extremo (extreme horizontal branch ou EHB), é formada por estrelas muito quentes e portanto de coloração azul, e tem algumas características peculiares que não são completamente entendidas. Essa região do ramo horizontal é muito longa e se estende para a esquerda da sequência principal, para temperaturas muito altas (20 000–40 000 K), portanto essas estrelas são consideradas subanãs. Frequentemente são encontradas estrelas EHB menos brilhantes do que as demais, formando o que é conhecido como "gancho azul" (blue hook). Para uma estrela do ramo horizontal possuir temperaturas tão quentes, ela deve ter perdido praticamente todo seu envelope de hidrogênio durante a fase no ramo das gigantes vermelhas, muito além do que é esperado por evolução estelar normal. De fato, praticamente toda massa da estrela está no núcleo de hélio, cerca de 0,5 M☉, um valor fixo pelo ponto de começo da fusão de hélio, apenas dependendo levemente da composição química. Análises de pulsações por modelos de asterosismologia confirmam que as estrelas EHB possuem uma distribuição de massas muito estreita centrada em 0,45-0,50 M☉.
Para explicar a existência de estrelas no EHB, vários possíveis caminhos evolutivos foram identificados. Observa-se que pelo menos metade das estrelas no EHB pertencem a sistemas binários com separações muito baixas (períodos de 1 dia ou menos), o que indica elas foram formadas por interações binárias. Nesse cenário, quando a estrela mais massiva em um sistema binário atinge a fase de gigante vermelha, ela preenche todo seu lóbulo de Roche e transfere seu envelope de hidrogênio para um envelope comum. Por fricção com o envelope, eventualmente a órbita do sistema se aproximará e o envelope comum é ejetado, com o núcleo da gigante vermelha se tornando uma estrela EHB. Se a transferência de matéria for suficientemente lenta, não há formação de envelope comum e a estrela companheira vai acretar todo o envelope de hidrogênio da gigante vermelha, formando um sistema EHB com período de centenas de dias. Nos dois casos, eventualmente a estrela companheira também se tornará uma gigante vermelha e o sistema resultante será formado por uma estrela no EHB e uma anã branca. Se as estrelas possuírem massas iniciais próximas e evoluírem para gigantes vermelhas ao mesmo tempo, ambas terão seus núcleos expostos pela ejeção do envelope comum, formando duas estrelas no EHB.
Uma fração significativa das estrelas EHB são aparentemente estrelas isoladas, sem companheiras, e precisam de uma outra explicação para sua evolução. Um modelo que também envolve interação entre duas estrelas propõe que essas estrelas podem surgir pela fusão de duas anãs brancas de hélio, formando uma única estrela de massa mais elevada capaz de fundir hélio. Outros cenários semelhantes envolvem a fusão de uma estrela de baixa massa ou uma anã marrom com o núcleo de uma gigante vermelha, o que iria acelerar a rotação da gigante e consequentemente causar perda de massa, ou a fusão de uma anã branca de hélio com uma estrela de baixa massa. Também foram propostos modelos que não envolvem interação entre dois objetos, mas sim evolução estelar não padrão, em que uma estrela sofre alta perda de massa no ramo das gigantes vermelhas, ocasionando sua saída do AGB, e atinge o flash de hélio a altas temperaturas enquanto está evoluindo para a curva das anãs brancas (modelo hot flasher). Para explicar uma alta perda de massa no AGB, um modelo propõe a mistura de hélio da camada de queima de hidrogênio para o envelope estelar, o que provoca um aumento da luminosidade na ponta do AGB e da massa total perdida.
Devido a suas baixas massas, estrelas EHB não continuam sua evolução pelo ramo assintótico das gigantes, evoluindo diretamente para anãs brancas.